# Deutsche Schwimmmeisterschaften 2013
Die 125. Deutschen Meisterschaften im Schwimmen fanden vom 25. bis 28. April 2013 zum zehnten Mal in Folge in der Schwimm- und Sprunghalle im Europasportpark Berlin statt und wurden vom Deutschen Schwimm-Verband organisiert. Der Wettkampf diente gleichzeitig als Qualifikationswettkampf für die Weltmeisterschaften 2013 in Barcelona.
| Disziplin           | Männer                                      | Männer                                      | Männer   | Frauen                                                                   | Frauen                                                                   | Frauen   |
| Disziplin           | Name                                        | Verein                                      | Zeit     | Name                                                                     | Verein                                                                   | Zeit     |
| 050 m Freistil      | Steffen Deibler                             | Hamburger SC                                | 00:22,16 | Dorothea Brandt                                                          | SG Essen                                                                 | 00:24,51 |
| 100 m Freistil      | Steffen Deibler                             | Hamburger SC                                | 00:48,45 | Daniela Schreiber                                                        | SV Halle/Saale                                                           | 00:54,31 |
| 200 m Freistil      | Clemens Rapp                                | TSV Bad Saulgau                             | 01:47,13 | Johanna Friedrich                                                        | SC Magdeburg                                                             | 02:00,13 |
| 400 m Freistil      | Clemens Rapp                                | TSV Bad Saulgau                             | 03:50,24 | Sarah Köhler                                                             | SG Frankfurt                                                             | 04:10,94 |
| 800 m Freistil      | Sören Meißner                               | SV Würzburg 05                              | 07:55,63 | Isabelle Härle                                                           | SG Essen                                                                 | 08:32,23 |
| 1500 m Freistil0    | Sören Meißner                               | SV Würzburg 05                              | 15:12,72 | Leonie Antonia Beck                                                      | SV Würzburg 05                                                           | 16:11,88 |
| 050 m Brust         | Hendrik Feldwehr                            | SG Essen                                    | 00:27,47 | Dorothea Brandt                                                          | SG Essen                                                                 | 00:31,29 |
| 100 m Brust         | Hendrik Feldwehr                            | SG Essen                                    | 01:00,30 | Caroline Ruhnau                                                          | SG Essen                                                                 | 01:08,46 |
| 200 m Brust         | Christian vom Lehn                          | SG Essen                                    | 02:08,81 | Vanessa Grimberg                                                         | SV Region Stuttgart                                                      | 02:28,05 |
| 050 m Rücken        | Nicolas Graesser                            | Upper Main Line YMCA                        | 00:25,46 | Selina Hocke                                                             | Schwimmclub Berlin                                                       | 00:28,69 |
| 100 m Rücken        | Felix Wolf                                  | Potsdamer SV                                | 00:54,93 | Jenny Mensing                                                            | SC Wiesbaden 1911                                                        | 01:01,50 |
| 200 m Rücken        | Yannick Lebherz                             | Potsdamer SV                                | 01:56,71 | Selina Hocke                                                             | Schwimmclub Berlin                                                       | 02:10,65 |
| 050 m Schmetterling | Steffen Deibler                             | Hamburger SC                                | 00:23,35 | Dorothea Brandt                                                          | SG Essen                                                                 | 00:26,63 |
| 100 m Schmetterling | Steffen Deibler                             | Hamburger SC                                | 00:51,19 | Alexandra Wenk                                                           | SG Stadtwerke München                                                    | 00:59,04 |
| 200 m Schmetterling | Philip Heintz                               | SV Mannheim                                 | 01:57,31 | Franziska Hentke                                                         | SC Magdeburg                                                             | 02:08,87 |
| 200 m Lagen         | Markus Deibler                              | Hamburger SC                                | 01:58,18 | Theresa Michalak                                                         | SV Halle/Saale                                                           | 02:12,66 |
| 400 m Lagen         | Yannick Lebherz                             | Potsdamer SV                                | 04:12,47 | Kathrin Demler                                                           | SG Essen                                                                 | 04:45,15 |
| 4 × 100 m Freistil  | SG Essen Hajder, Schepers, Wierling, Rueter | SG Essen Hajder, Schepers, Wierling, Rueter | 03:22,64 | TSV Hohenbrunn-Riemerling Scholtissek, Siebrecht, A. Baerens, T. Baerens | TSV Hohenbrunn-Riemerling Scholtissek, Siebrecht, A. Baerens, T. Baerens | 03:49,67 |
| 4 × 200 m Freistil  | SG Essen Kusch, Hillmer, Wierling, Hajder   | SG Essen Kusch, Hillmer, Wierling, Hajder   | 07:27,04 | Startgemeinschaft Dortmund Leidgebel, Schiffer, Weber, Gruhn             | Startgemeinschaft Dortmund Leidgebel, Schiffer, Weber, Gruhn             | 08:16,17 |
| 4 × 100 m Lagen     | SG Essen Rueter, Feldwehr, Hajder, Schepers | SG Essen Rueter, Feldwehr, Hajder, Schepers | 03:44,18 | Startgemeinschaft Dortmund Leidgebel, Daszkiewicz, Lange, Weber          | Startgemeinschaft Dortmund Leidgebel, Daszkiewicz, Lange, Weber          | 04:20,08 |

1. ↑  Deutscher Altersklassenrekord für 16-Jährige
2. ↑  Deutscher Altersklassenrekord für 17-Jährige
3. 1 2  neuer DSV-Rekord
4. ↑  Deutscher Altersklassenrekord für 18-Jährige